# دوغ باول (ملحن)
دوغ باول (بالإنجليزية: Doug Powell)‏ هو ملحن أمريكي، ولد في 9 أكتوبر 1965 في كونكورد في الولايات المتحدة.